# (32160) 2000 MT2
2000 MT2 (asteroide 32160) é um asteroide da cintura principal. Possui uma excentricidade de 0.15566240 e uma inclinação de 2.55358º.
Este asteroide foi descoberto no dia 27 de junho de 2000 por Wolf Bickel em Bergisch Gladbach.